# Ruta 1 (Costa Rica)
La Carretera Interamericana Norte, enumerada como Ruta Nacional Primaria 1 o simplemente Ruta 1, es uno de los dos tramos de la Carretera Panamericana que atraviesan Costa Rica, siendo el otro la Carretera Interamericana Sur (Ruta 2). Es una carretera primaria de la red vial costarricense. Se divide en tres segmentos: Autopista General Cañas (San José-Alajuela), Autopista Bernardo Soto (Alajuela-San Ramón), Carretera Interamericana Norte (San Ramón-Peñas Blancas).

## Características

### Carriles

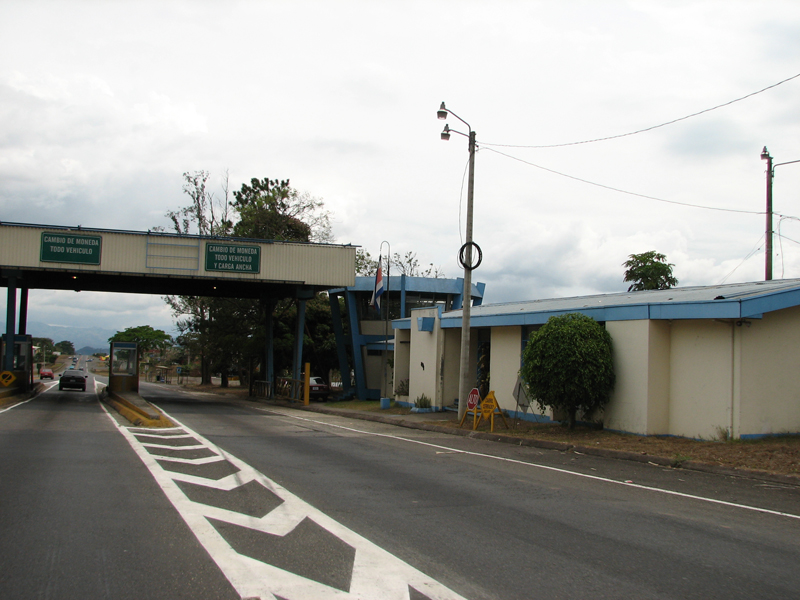
Peaje de Naranjo

Este es uno de los aspectos más irregulares de la carretera, pues en el tramo de la Autopista General Cañas, la vía es expedita y cuenta en algunos tramos hasta con 4 carriles en cada sentido.
Sin embargo, y debido a la topografía irregular del emplazamiento de la carretera, después del tramo anteriormente mencionado es sumamente común que solamente se cuente con tramos donde hay un carril en cada sentido, con las consecuencias que ello implica para el tráfico vehicular. En el tramo entre las ciudades de Esparza y Limonal la carretera cuenta con 2 carriles por sentido.

### Peajes
Cuenta con estaciones de peaje en Río Segundo de Alajuela y en El Rosario de Naranjo, que en ocasiones muy transitadas, como el final de la Semana Santa, son abiertos para el paso libre, es una de las autopistas más extensas de Costa Rica.

### Final de la carretera
El final de la Carretera Interamericana Norte se da en el puesto fronterizo de Peñas Blancas, que marca la zona limítrofe entre Costa Rica y Nicaragua, y se ubica (del lado costarricense) en el cantón de La Cruz, provincia de Guanacaste. Dicho puesto fronterizo está a unos 290 km de San José.

### Localidades que atraviesa
En la provincia de San José, la ruta atraviesa el cantón de San José (los distritos de La Uruca y Mata Redonda).
En la provincia de Alajuela, la ruta atraviesa el cantón de Alajuela (los distritos de San José, San Antonio, Guácima, Río Segundo, La Garita), el cantón de San Ramón (los distritos de Santiago, San Rafael, San Isidro), el cantón de Grecia (los distritos de Tacares, Puente de Piedra), el cantón de Naranjo (los distritos de San Miguel, El Rosario), el cantón de Palmares (los distritos de Buenos Aires, La Granja).
En la provincia de Heredia, la ruta atraviesa el cantón de Heredia (el distrito de Ulloa), el cantón de Belén (los distritos de La Ribera, La Asunción).
En la provincia de Guanacaste, la ruta atraviesa el cantón de Liberia (los distritos de Liberia, Cañas Dulces, Mayorga, Nacascolo, Curubandé), el cantón de Bagaces (el distrito de Bagaces), el cantón de Cañas (los distritos de Cañas, San Miguel), el cantón de Abangares (el distrito de Las Juntas), el cantón de La Cruz (los distritos de La Cruz, Santa Elena).
En la provincia de Puntarenas, la ruta atraviesa el cantón de Puntarenas (los distritos de Pitahaya, Chomes, Barranca, Acapulco), el cantón de Esparza (los distritos de Espíritu Santo, Macacona), el cantón de Montes de Oro (los distritos de Miramar, San Isidro).

## Historia

### Defectos y ampliación del puente Alfredo González Flores
El puente Alfredo González Flores sobre el Río Virilla era originalmente de dos carriles, el cual adquirió mala fama por un error estructural que ocurrió en el 2008 y que no fue posible corregir durante nueve años, debido a una junta de expansión dañada, coloquialmente llamada la platina, nombre que se le dio al puente también durante ese tiempo; puente de la platina.
El primer intento de reparación se dio en el 2008 con soldadura, la cual no toleró el paso vehicular, luego en el 2010 la empresa Soares da Costa hizo un delgado relleno de concreto que rápidamente fue pulverizado por el tránsito. 
Finalmente en el 2016, se contrató a la empresa CODOCSA para ampliar el puente de dos a tres carriles por sentido, lo cual a su vez implicaría el reemplazo de la sección con la junta de expansión dañada. El puente fue inaugurado en mayo del 2017, pero para cuando esto ocurrió ya era considerado como obsoleto debido a que la Ruta 1 en este punto, es decir, la Autopista General Cañas sería ampliada a cuatro carriles por sentido en su totalidad, por lo que este puente sería un cuello de botella y se ha propuesto crear un puente paralelo a un lado del actual.

### Hundimiento de alcantarilla de Quebrada La Guaria
El 26 de junio de 2012, una alcantarilla que encausaba a Quebrada La Guaria, cerca de Heredia, fue destruida debido a las fuertes lluvias, también se descubrió que en lugar de un relleno adecuado en los cimientos de la carretera cuando se construyó en la década de 1960, había troncos de árboles. y otros materiales orgánicos que con el tiempo se compactaron.
En 2008, un vecino preocupado presentó a las autoridades un estudio de suelos en el que se destacó el peligro inminente debido a la urbanización de las áreas rurales vecinas. Las autoridades gubernamentales no tomaron medidas.
Una nueva alcantarilla rectangular fue construida por la empresa contratada MECO, durante la construcción se colocaron un par de puentes Bailey con una capacidad de 40 toneladas, los cuales también fueron destruidos por un camión grúa de 84 toneladas el 6 de noviembre de 2012.

### Mejoras San José-San Ramón
El tramo entre San José y San Ramón de la Ruta, al ser una ruta de alto tránsito, se ha proyecto la ampliación a cuatro carriles por sentido, desde el empalme con la Ruta 39 hasta el Aeropuerto Internacional Juan Santamaría, y desde el aeropuerto hasta San Ramón se ampliará en su totalidad con dos carriles por sentido. 
Se le adjudicó inicialmente el proyecto a la empresa extranjero OAS que bajo el modelo de concesión privada mejoraría y operaría la vía, como en la Ruta 27, sin embargo debido a las costosas tarifas de peaje proyectadas, los vecinos residenciales e industriales afectados de la ruta formaron el Foro de Occidente, para oponerse a la construcción, que finalmente detuvo el proyecto en abril de 2013 y el gobierno tuvo que revocar el contrato con un costo de US $ 35 millones en multas y sin obras realizadas.
Eventualmente Fideicomiso Ruta Uno (FRU), fue creado por el Banco de Costa Rica para administrar las finanzas de las obras de la Ruta 1. En julio de 2019, FRU se adjudicó el control de las estaciones de peaje de Río Segundo y Naranjo, que brindan los principales ingresos del proyecto. Se estima que el peaje aumentará de precio en Río Segundo de CRC ₡ 75 a CRC ₡ 250, y en Naranjo de CRC ₡ 150 a CRC ₡ 500. Las casetillas de peaje incluirán el cobro de peaje electrónico automatizado.

#### Proyectos OBIS
Las Obras Impostergables, u OBIS, fueron anunciadas por el gobierno central en junio de 2018, y son diecisiete proyectos auxiliares que se crearon alrededor de este tramo vial de la Ruta 1, que pueden iniciar la construcción mientras que el resto de las fases de análisis, diseño y expropiación avanzan en el proyecto vial principal. Estos incluyen nuevos caminos para unir la Ruta 1 con otras áreas, nuevos cruces y nuevos carriles en los puentes que son un cuello de botella para la carretera. 

#### Hallazgos arqueológicos
En agosto de 2020 mientras se realizaban trabajos de excavación para el intercambio del Conservatorio de Castella, se encontró un camino empedrado de la época prehispánica, se reordenaron las obras para priorizar áreas circundantes que no impactarían los estudios arqueológicos del Museo Nacional.

## Segmentos

### Autopista General Cañas
La Autopista General Cañas, es el segmento de la Ruta 1 el cual comunica las dos ciudades más pobladas del país: la capital San José y la ciudad de Alajuela. 
Entre los puntos de interés de este segmento se encuentra el Aeropuerto Internacional Juan Santamaría, el principal del país. 
Se extiende entre el costado este del Parque Metropolitano La Sabana, en la intersección con el Paseo Colón, que es parte de la Ruta 2 y la Ruta 27, hasta la intersección con la Ruta 153  (Radial Francisco J. Orlich) en la entrada a Alajuela, donde inicia el tramo del segmento de la Autopista Bernardo Soto.
Por esta carretera transitan diariamente alrededor de 90.000 vehículos en ambos sentidos. Lleva su nombre en honor al general José María Cañas Escamilla, héroe de la Campaña Nacional de 1856-1857.

#### Historia
La construcción de la autopista General Cañas, inició el 4 de julio de 1961 y finalizó el 31 de agosto de 1965, este proyecto fue adjudicado a la empresa Rafael Herrera, su costo total fue de ₡ 25 millones, con una longitud de 11,8 kilómetros, con cuatro carriles de circulación, una isla central, tres intersecciones y tres importantes puentes. Su diseño fue planificado para las condiciones de demanda del año 1980. A pesar de esto, no fue sino hasta 1995 que se empezaron a sentir los efectos del aumento en la densidad del flujo durante los periodos pico. Por otra parte diversos estudios habían coincidido en la necesidad de realizar una ampliación a la Ruta Nacional 1, a la cual pertenece la Autopista General Cañas.

#### Recorrido
De este a oeste, el recorrido de la Autopista General Cañas es aproximadamente el siguiente:
- San José: En San José, la autopista inicia en el costado este del Parque Metropolitano La Sabana, en la Calle 42, que corre paralela al costado este del mismo parque. De allí, se dirige hacia el distrito de La Uruca, pasando por el puente sobre el río Torres, la intersección del Monumento al Agua y el puente Juan Pablo II (donde una desviación a la derecha lleva a la ciudad de Heredia), se continua hasta el puente Alfredo Gonzáles Flores sobre el río Virilla, pasando a la provincia de Heredia.
- Heredia: El tramo en la provincia de Heredia incluye el paso por el cantón de Belén, iniciando en el puente sobre el Virilla, pasa por el cruce hacia Barreal de Heredia, donde se ubica el Conservatorio Castella, luego cruza sobre el puente sobre el río Bermúdez, pasa frente a Residencial Los Arcos, hasta llegar al centro comercial Plaza Real Cariari, donde vira al noroeste, pasa frente a la fábrica Irex, hasta la intersección que lleva a la Cervecería Costa Rica, cruza el puente sobre el Río Segundo y penetra en la provincia de Alajuela.
- Alajuela: Luego del puente sobre río Segundo, pasa frente a la entrada que lleva a dicha población, durante un corto tramo corre paralela a la línea férrea del ferrocarril al Atlántico. En Río Segundo se encuentra el único peaje de esta autopista. Luego del peaje, la autopista llega hasta el Aeropuerto Internacional Juan Santamaría. En este tramo tiene varias comunicaciones importantes como la radial Francisco J. Orlich, que entra a la ciudad de Alajuela, y el bulevar del aeropuerto, además del cruce a La Garita. El cruce del aeropuerto es uno de los principales puntos de congestión de la Autopista General Cañas. A la altura de este cruce, inicia el tramo de la Autopista Bernardo Soto, que llega hasta la ciudad de San Ramón de Alajuela.

#### Características
- Carriles: La mayor parte de la carretera cuenta con al menos dos carriles por sentido. En algunos lapsos es de tres carriles, como en el tramo entre Hospital México y el Aeropuerto Internacional Juan Santamaría.
- Peajes: La General Cañas cuenta con un único peaje a la altura de Río Segundo de Alajuela.

### Carretera Bernardo Soto

#### Historia
Inaugurado el 8 de diciembre de 1972 en el gobierno de José Figueres Ferrer en su segundo mandato (1970-1974), este segmento acortó la duración de viaje de dos a una hora, y de distancia en 16 kilómetros entre San José y San Ramón, durante su construcción se conoció como el tramo Coco-San Ramón, Coco corresponde al poblado donde actualmente se encuentra el Aeropuerto Internacional Juan Santamaría, que también llevó el nombre de Aeropuerto Internacional el Coco en el pasado. 
El proyecto se gestó en el gobierno de Francisco José Orlich Bolmarcich (1962-1966).

#### Descripción
Este segmento inicia en el cruce de la Ruta 1 con la Ruta 153 (Radial Francisco J. Orlich) en la entrada a Alajuela y termina en la  intersección con la Ruta 156, en la entrada de San Ramón. A partir de este punto, la Ruta 1 es conocida como Carretera Interamericana Norte, hasta el cruce fronterizo de Peñas Blancas con Nicaragua.

### Carretera Interamericana Norte
En el tramo entre San Ramón y Peñas Blancas se realizan las siguientes ampliaciones, en orden de norte a sur:

#### Ampliación Cañas a Liberia
Se iniciaron reuniones en 2012 y las obras concluyeron en enero de 2016, para este tramo de 50 km de la Ruta 1, se agregó una ciclo-vía de 12 km y aceras estandarizadas. También se construyeron once puentes peatonales, nueve subterráneos y siete cruces de vida silvestre entre árboles.
Se construyeron tres cruces de dos niveles en Cañas, Bagaces y Liberia. Existe la posibilidad de agregar cabinas de peaje al segmento.

#### Ampliación Limonal a Cañas
Continuando desde Limonal norte hasta Cañas, este tramo de 21 km comenzó a construirse en septiembre de 2018, sin embargo, los procesos de expropiación retrasaron gran parte de la obra, que estaba prevista para finalizar en 2020, llevando la fecha de entrega al 2021. Finalmente, las obras de ampliación terminaron el 31 de marzo de 2023. Incluye siete puentes, ocho puentes peatonales y dieciocho cruces de vida silvestre.

#### Ampliación Barranca a Limonal
Desde Limonal sur hasta Barranca, este tramo final de 50 kilómetros del proyecto de ampliación que conectará con la Ruta 1 y por medio de la Ruta 23 hacia la Ruta 27. El 11 de marzo de 2020 se adjudicó el proyecto a Consorcio Ruta 1 (Hernán Solís SRL e Ingeniería Estrella SA), sin embargo mientras que los otros tramos fueron construidos con concreto, este tramo se hará con asfalto.  Se autorizó el inicio de las obras el 28 de agosto de 2020.